# Krzysztof Lijewski
Krzysztof Lijewski (Ostrów Wielkopolski, 1983. július 7. –) lengyel válogatott kézilabdázó. Jelenleg a lengyel Vive Targi Kielce játékosa. Posztját tekintve jobbátlövő. Testvére: Marcin Lijewski szintén válogatott játékos.

## Pályafutása
Pályafutását a KPR Ostrovia együttesében kezdte, majd 2003-ban a Śląsk Wrocławba szerződött. Itt két szezont töltött és 2007-ben Németországba a HSV Hamburgba igazolt. A Hamburgot 2011-ig erősítette. 2012-től a lengyel bajnok Vive Targi Kielce játékosa, ezzel a csapattal 2016-ban megnyerte a Bajnokok Ligáját is.
A lengyel válogatottban 2003-ban mutatkozhatott be. A 2007-es világbajnokságon ezüst, a 2009-es világbajnokságon pedig bronzérmet szerzett a nemzeti csapat tagjaként.

## Sikerei

### Válogatottban
- Junior Európa-bajnokság:
  - 1. hely: 2002
- Világbajnokság:
  - 2. hely: 2007
  - 3. hely: 2009

### Klubcsapatban
- EHF-bajnokok ligája:
  - 1. hely: 2016
- EHF-KEK:
  - 1. hely: 2007
- PGNiG Superliga:
  - 1. hely: 2013, 2014, 2015, 2016, 2017, 2018
  - 3. hely: 2003, 2004
- Lengyel-kupa:
  - 1. hely: 2013, 2014, 2015, 2016, 2017, 2018
- Bundesliga:
  - 1. hely: 2011
  - 2. hely: 2007, 2009, 2010
  - 3. hely: 2008
- Német-kupa:
  - 1. hely: 2006, 2010
- Német-szuperkupa:
  - 1. hely: 2006, 2009, 2010